# CD9
CD9 (Código Nueve) es una boyband mexicana creada el 2 de abril del año 2013 por Jos Canela, Alonso Villalpando, Alan Navarro, Freddy Leyva.y Bryan Mouque .
El 20 de mayo del año 2019, Canela confirmó su salida de la agrupación. A esta salida, se le unió poco después la de Leyva. El 10 de marzo del año 2021, tras dos años de inactividad y la salida de estos dos integrantes, la banda confirmó su separación definitiva oficialmente a través de su cuenta de Twitter.
El 8 de abril de 2024 la banda confirmó su regreso a los escenarios a través de un comunicado con un concierto de despedida el 19 de julio de 2024 en la Arena Ciudad de México
Hasta el año 2021, la banda editó 3 álbumes de estudio CD9 (2014), Evolution (2016]), 1.0 (2018), siendo certificados los primeros dos con disco de platino más oro por AMPROFON. Entre sus galardones obtenidos están el premio «Up and coming: artista en ascenso» en la segunda edición de los MTV Millennial Awards. De igual forma en los Kids' Choice Awards México de 2014, fueron los acreedores a los premios al Mejor artista o grupo y Mejor canción, este último por su sencillo «Ángel cruel» en el año 2014.
Actualmente, en abril de 2024 se dio a conocer que tendrían un concierto de despedida en la Arena Ciudad de México, el cual se llevará a cabo el 19 de julio del mismo año. 

## Trayectoria

### Inicios
La banda se formó en el año 2013, por iniciativa de Jos Canela, quien incentivo a su mejor amigo Alonso Villalpando para crearla. Buscando integrantes para el grupo, Jos pensó en un amigo que había conocido en un concierto de 30 Seconds To Mars; Alan Navarro, este último aceptó la invitación y recomendó a su primo Freddy Leyva para que se uniera al grupo, finalmente se unió el actor William Valdés. Decidieron llamar a la banda «CD9» (abreviatura de «Código 9»). Sus primeras apariciones fue en los primeros MTV Millennial Awards y en la ceremonia de Nickelodeon Kids Choice Awards México.
Después de firmar el contrato, William Valdés decidió abandonar el grupo y explicó que lo hizo por «problemas contractuales» y «problemas personales». Por recomendación de Villalpando, Bryan Mouque se integró a la banda.

### 2013-2015: primer álbum de estudio homónimo y primeros EP

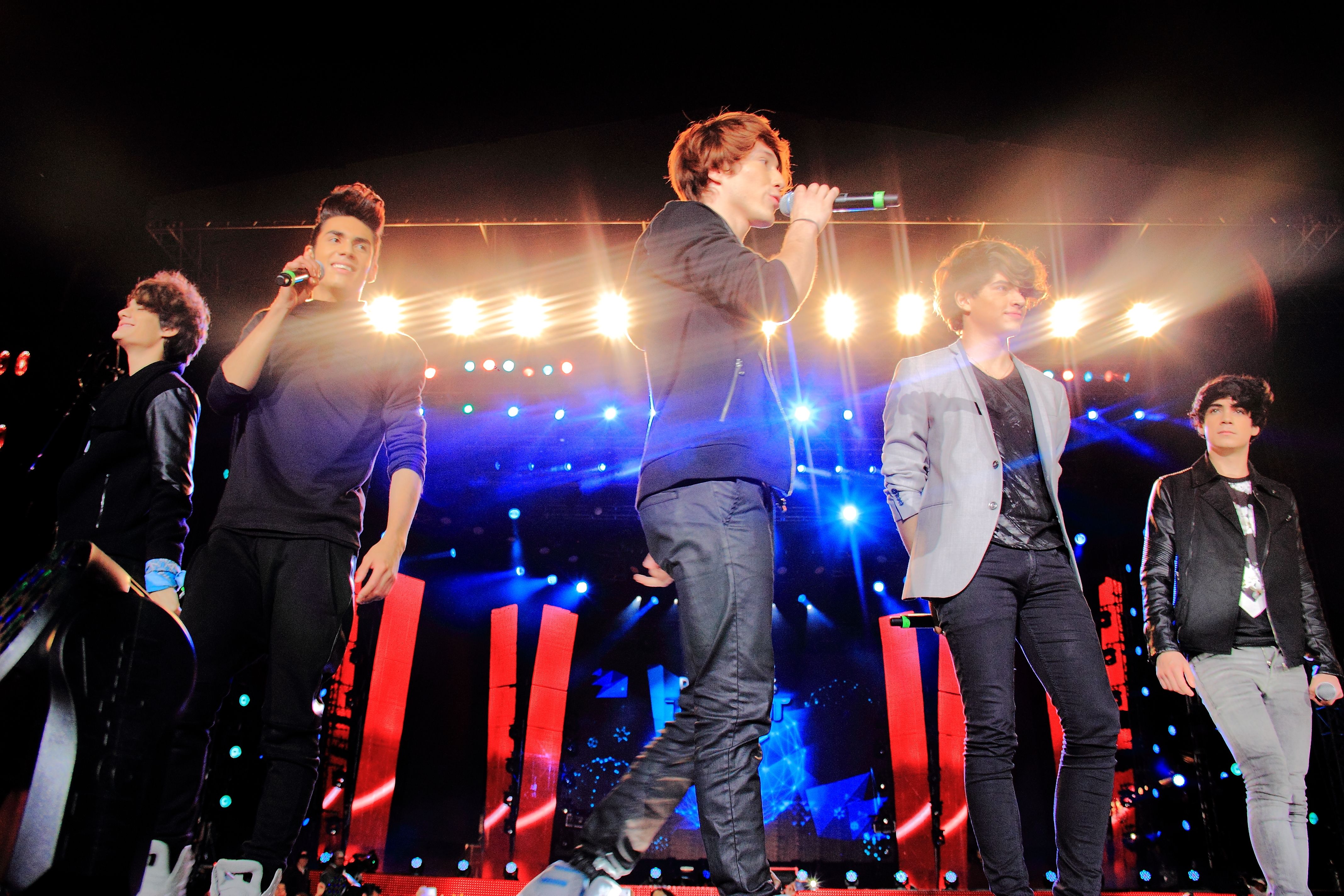
CD9 en noviembre de 2014, en los premios Telehit.

En agosto del año 2013, lanzaron «The Party», su primer sencillo, compuesta y producida por Mike Zanetti. La canción y el video captó la atención del vicepresidente de la compañía Sony Music México, quien se puso en contacto con la banda para firmar un contrato discográfico. El 17 de diciembre del año 2013, Sony lanzó «The Party», publicado como maxisencillo a través de descarga digital, el cual contiene la versión estándar y además cinco remezclas por diferentes disc jockeys.
El 28 de enero del año 2014, el sello publicó por medio de descarga digital el segundo sencillo de la banda, titulado «Ángel cruel», producido por Armando Ávila y su videoclip lo dirigió Édgar Baena. En marzo de ese mismo año, fue lanzado a la venta únicamente en formato físico The Party / Ángel cruel, primer extended play de la banda. El EP incluye «The Party» y «Ángel cruel», y también remezclas de los mismos. Logró alcanzar la novena posición del conteo Top 100 México. El 10 de junio del mismo año, la discográfica lanzó Paso 2, el segundo extended play de la banda, ocupando la segunda posición en México. Contiene dos canciones: «Lo que yo te di» y «Ven, dime que no», así como material audiovisual. El tercer sencillo lanzado fue «Me equivoqué», para su promoción fue grabado un vídeo musical encargado y dirigido por Daniel Shaine, alcanzando en Monitor Latino México, la quinta posición del conteo de género pop. Al mes siguiente, anunciaron un concierto en el Teatro Metropólitan, que da inicio a su primera gira de conciertos, The Party Tour.
En una entrevista con El Universal, los integrantes de la banda revelaron que para septiembre del mismo año planearon lanzar un álbum de estudio. Indicaron que en su álbum se refleja la personalidad de cada uno de los integrantes. «Tiene toques rock, toques pop, up tempo, dubstep, baladas», aludió Alan Navarro al contenido musical del álbum. A finales de septiembre del mismo año, la banda publicó su álbum estudio debut, el cual titularon de manera homónima; Mike Zanetti y Armando Ávila lo produjeron. Consiguió llegar al primer lugar en ventas en formato físico y digitales en su país de origen. Asimismo consiguió disco de oro tras superar treinta mil unidades vendidas, a través de AMPROFON.
El 10 de febrero del año 2015, lanzaron CD9: Love & Live Edition, una reedición de su álbum con temas nuevos y material en directo grabado durante su gira The Party Tour, que abarca conciertos en México, Centroamérica y Sudamérica. En los primeros dos meses del año 2015, lanzaron el álbum en vivo CD9: Love & Live (pasó 2) Edition.

### 2016-2017: segundo álbum de estudioEvolution y nuevos EP
En el año 2016, lanzaron Evolution un álbum que cuenta con 11 canciones y 5 bonus tracks, cantaron la canción oficial de la película Las tortugas ninja 2. Ese mismo año, fueron acreedores del Guinness World Récord, por la mayor firma de autógrafos consecutivamente por un artista, y en ese año salió a la venta su propio álbum de estampas titulado, CD9 de la fiesta a la evolución apoyados por parte de la empresa Panini. El segundo álbum de estudio se lanzó el 18 de marzo del año 2016. Cuenta con 15 temas incluidos, 9 de los temas en español, 6 en inglés, ganando disco de oro, antes de salir a solo cuenta con tres sencillos, «I Feel Alive» en sus dos versiones, «Deja Vu»  y «Best Bad Move». Ese año realizaron la gira Evolution Tour.
En el año 2016, también lanzaron el álbum Revolution, una reedición de su álbum Evolution. Lanzado el 11 de noviembre de ese mismo año, contiene temas de su álbum Evolution, además de varias canciones inéditas, un DVD con vídeos oficiales y un pequeño documental sobre los cinco integrantes de la banda. Durante una conferencia de prensa la banda anunció su nueva gira, llamada Revolution Tour. Esta gira tuvo inició el 26 de noviembre del mismo año en la Arena Ciudad de México, donde participó también la girlband española, Sweet California, y el cantante Calum.
En julio del año 2017, lanzaron un EP nombrado .5 el cual obtuvo disco de oro por la venta de más de 30 mil copias, con el que lanzaron el sencillo «No le hablen de amor» con el cual se adentraron al género urbano. En octubre del año 2017, sale la primera edición de su libro titulado CD9 Nuestra Historia. En noviembre del año 2017, lanzaron un EP llamado ¾ con dos temas nuevos y con remixes de las canciones del anterior disco; se planea que en el año 2018 lanzarían un disco completo, la banda lo ha dado a conocer en entrevistas recientes.

### 2018-2021: tercer álbum de estudio1.0y separación
El nuevo material discográfico de la banda 1.0 la cual es la entrega final de los adelantos .5 y ¾. fue producido por Andy Clay e Icon, el álbum contó con la colaboración de varios compositores como Edgar Barrera, Rolo, Feid y Mosty. 1.0 está conformado por 18 temas, entre ellos, «Prohibido», «Oxígeno» y «Un beso» y se lanzó en el año 2018. Ese mismo año, se anunció nueva gira que llevará por nombre Modo Avión Tour, el cual dio inicio el 12 de enero del mismo año en el Auditorio Nacional y continuó en otras partes de la República Mexicana, presentando su EP .5 y ¾ (Tres Cuartos).
El 20 de mayo del año 2019, tras varios rumores, Jos Canela a través de su cuenta de Twitter entregó un comunicado en el que confirma su salida de la agrupación. Tiempo después, en julio, Freddy Leyva confirma su salida de la agrupación por medios de comunicación. 
El 10 de marzo del año 2021, tras dos años de inactividad y la salida de los integrantes Canela y Leyva, la banda confirmó su separación definitiva oficialmente a través de su cuenta de Twitter.
El 9 de abril de 2023, los integrantes originales se reunieron para un evento en TikTok por el décimo aniversario del grupo.En abril de 2024, los integrantes anunciaron su regreso a los escenarios con un concierto programado el 19 de julio.

### 2024: reencuentro yThe Last Party
El 6 de abril de 2024, las cuentas en redes sociales del grupo se reactivaron con un título que describía: Abril 9. El 9 de abril de 2024, anunciaron un espectáculo único en la CDMX para el 19 de julio. Debido a la rapidez con la que se vendieron los boletos, establecieron un récord nacional, lo que llevó a la creación de una gira con otros 20 conciertos añadidos por todo México hasta el 30 de noviembre.

## Miembros
Miembros anteriores:
Wiliam Valdés.
Miembros Actuales:
- Jos Canela (21 de octubre de 1995) – voz (2013–2021)
- Freddy Leyva (19 de enero de 1995) – voz (2013–2021)
- Alonso Villalpando (28 de julio de 1996) – voz (2013–2021)
- Alan Navarro (25 de febrero de 1995) – voz (2013–2021)
- Bryan Mouque (24 de febrero de 1994) – voz (2013–2021)

## Giras musicales
- The Party Tour (2014-2015)[23]
- The Party World Tour (2015-2016)[24]
- Evolution Tour (2016)[35]
- Revolution Tour (2016-2017)[38]
- Modo Avión Tour (2018-2019)[46]
- The last party tour (2024-presente)

## Discografía
Álbumes de estudio
- 2014: CD9
- 2016: Evolution
- 2017: 3/4
- 2018: 1.0